# Republic P-47 Thunderbolt
Republic P-47 Thunderbolt (Рипаблик П-47 Тъндърболт) е американски едноместен изтребител и изтребител-бомбардировач от периода на Втората световна война. Това е най-големият, най-мощният и най-скъпият едномоторен витлов изтребител в световната авиационна история. Това е и най-масово произвежданият американски изтребител от периода на войната.

## Създаване
Реално историята на Р-47 започва през 1935 г. с разработения във фирмата Seversky Aircraft Corporation от руските емигранти Александър Картвели и Александър Северски изтребител P-35, приет в малки количества на въоръжение в американската армия. По-късно този самолет преминава дълбока модернизация и на неговата база през 1940 г. Ал. Картвели създава (вече като главен конструктор в преименувата на Republic Aviation фирма) P-43 Lancer, който постъпва на въоръжение също в ограничени количества. Тези самолети са със звездообразни двигатели с въздушно охлаждане и след относителния им успех, Картвели се ориентира към модните тогава редови двигатели с течно охлаждане. В резултат се появяват прототипите на леки изтребители за маневрен въздушен бой ХР-47 и ХР-47А, но те показват незадоволителни характеристики.
Същевременно е разработен и прототипа ХР-44, явяващ се модернизация на P-43 Lancer с по-мощен двигател. След неудовлетворителното представяне на ХР-47/ХР-47А, дължащо се донякъде и на все още несъвършените американски редови двигатели, Картвели решава да се върне към двигателите с въздушно охлаждане, чиито американски образци традиционно са сред най-добрите в света. Допълнителен тласък на това решение дава и доклад на специална сенатска комисия, в който се препоръчва на авиопроизводителите да се обърнат към двигателите с въздушно охлаждане, предвид на все още недостатъчно добрите характеристики на американските течноохлаждани образци.
Картвели избира мощния Pratt & Whitney R-2800 „Double Wasp“ с турбокомпресор и мощност от 1850 hp (1379 kW) и, тъй като конструкциите на ХР-47 и ХР-47А са слаби за огромния двигател, го монтира на доработения ХР-44. Новият прототип, явяващ се наследник на Р-35 и Р-43 е обозначен като ХР-47В.
Първият си полет ХР-47В изпълнява на 6 май 1941 г., което е с месец по-рано от предвиденото в договора между Republic Aviation и USAAF. Прототипът изпълнява още няколко полета, като е изпитван и с двигатели R-2800-11 и R-2800-25, до загубата му при пилотска грешка на 8 август 1942 г. Вследствие на сравнително успешните изпитания, компанията Republic получава поръчка за 773 серийни самолета Р-47В (преди това са произведени пет предсерийни YP-47B).
Оказва се, че производствените мощности на фирмата са недостатъчни и затова, освен основния завод във Фърмингдейл, Ню Йорк, започва строеж на нов завод в гр. Ивънсвил, Индиана. Това оказва влияние върху обозначението на вариантите на самолета: произведените във Фърмингдейл носят индекса „RE“, а тези в Ивънсвил – „RA“. Самолети Р-47 са произвеждани по лиценз (наложен от правителството) и в заводите на компанията Curtiss-Wright – тези машини носят индекса „CU“.

## Конструктивни особености
P-47 Thunderbolt представлява едномоторен, едноместен моноплан-средноплощник с целометалическа конструкция, изпълнен по класическа схема. Тялото е полумонокок с елиптично сечение; в него са поместени горивните резервоари и нетрадиционно намиращият се в опашната част турбокомпресор, като въздухопроводите за и от турбокомпресора минават отстрани и под пилотската кабина. Крилото е нискоразположено, двунадлъжниково, с елиптична форма в план, положителна V-образност и стреловидност +3° по атакуващия ръб, като в него е поместено въоръжението. Опашното оперение е кръстообразно с ветикален и хоризонтален стабилизатор и кормила за височина и посока. Колесникът е триточков със задно самоориентиращо се колело и е напълно прибираем в полет. Основното въоръжение е първоначално от 6 х 12.7-mm, след това от 8 х 12.7-mm картечници Colt Browning M2, монтирани в крилото.
Едномоторният самолет е огромен според тогавашните представи – за сравнение нормалната полетна маса на P-47D е 7000 kg, докато тази на двумоторния немски тежък изтребител Bf 110F-2 е 7200 kg. Но въпреки това, благодарение на инженера по аеродинамика Костас Папас, е с нисък коефициент на челно съпротивление – при някои режими на полет той е дори по-нисък от този на Ме 109G-10 и Fw 190.

## Имената на самолета
Името „Тъндърболт“ (на английски: Thunderbolt – букв. гръмотевичен удар) е предложено от Харт Милър (C Hart Miller), директор на отдел Military Contracts в компанията. На базата на официалното си име в бойните част получава прякора „T-bolt“, но е по-известен с прякора си „Jug“ (Джъг; на английски: кана), даден му заради характерната му тумбеста форма. След първото си запознанство с изтребителя, някои британски пилоти решават, че прякорът „Jug“ идва от думата „Juggernaut“ (неумолима, съкрушителна сила), заради огромните му размери и използват дългата форма като алтернативен прякор.
Впоследствие думата Thunder (гръм, гръмотевица) става съставна част от имената на голяма част от следващите изтребители на компанията Republic: Thunderjet, Thunderstreak, Thunderchief и др. Заради много доброто му представяне при ударите по земни цели, неговото име е „наследено“ от американския щурмови самолет A-10 Thunderbolt II.